# Smedstorps kyrka
Smedstorps kyrka är en kyrkobyggnad i Smedstorp i Lunds stift. Den är församlingskyrka i Smedstorps församling. 
Kyrkan är en relativt ny byggnad som uppfördes 1867. Den domineras exteriört av det ovanligt långa långhuset. Till långhuset hör ett torn och en halvrund absid. Vid byggandet av den nya kyrkan bevarades vissa delar av den gamla kyrkans murar.
Inhägnas av häck och kallmur.

## Gravmonumentet
Vid kyrkan står ett gravmonument av marmor, kalksten och alabaster över riksrådet Anders Bing, den siste företrädaren av ätten Bing som ägde Smedstorps slott. På denna kan man läsa en dikt som han förärats av Jakob I av England. Monumentet kom till på initiativ av Bings änka Anne Galt och utfördes 1595 av Hans van Steenwinckel d.ä. som var kung Fredrik II:s arkitekt.

## Inventarier
Altaruppsatsen och predikstolen stammar från samma tid.

### Orgel
- 1923 byggde A. Mårtenssons Orgelfabrik AB, Lund en orgel med 14 stämmor.
- Den nuvarande orgeln flyttades hit 1967 från Sölvesborgs kyrka. Orgeln var byggd 1964 av Einar Ströwik, Sölvesborg och är en mekanisk orgel.

| Huvudverk I   | Öververk II         | Pedal         | Koppel |
| Trägedakt 8'  | Gedakt 8´           | Subbas 16´    | I/P    |
| Principal 4'  | Rörflöjt 4'         | Gedakt 8'     | II/P   |
| Blockflöjt 2' | Nasat 2 2/3' + Ters | Kvintadena 4' | II/I   |
| Mixtur 3 chor | Principal 2'        |               |        |
|               | Regal 8'            |               |        |